# 刘学义
刘学义（1990年7月6日—），中国大陆男演员，出生于中国山东省青岛市，毕业于中央戏剧学院表演系本科2010级，代表作有《青云志》、《琉璃》、《少年歌行》和《春花焰》、《念無雙》等。

## 經歷
劉學義，1990年7月6日出生於山東省青島市，2014年畢業於中央戏剧学院表演系，在校期間即有參與拍攝電視劇，積累表演經驗，現為中國內地男演員。
2011年，主演懸疑電影《蝴蝶魔咒》進入演藝圈。2013年，拍攝電視劇《上官婉儿》正式出道。
2016年7月，在古裝玄幻劇《青云志》中飾演青雲門第一弟子蕭逸才，漸為觀眾所熟知。2017年，參演青春神話劇《天乩之白蛇传说》中一人分飾妖帝斬荒和天帝，深情形象深植人心。
2020年8月，主演的東方玄幻仙俠劇《琉璃》播出，劇中飾演反派人物昊辰和柏麟帝君，而逐漸為人熟知。
2021年，出演古裝愛情劇《清落》、古裝玄幻仙俠劇《落花時節又逢君》飾演花神錦繡、古裝言情仙俠劇《千古玦塵》飾演妖神天啟與紫月妖君淨淵。因經常出演仙俠劇，被網友稱為「三界代言人」、「神仙專業戶」。另還有出演現代爱情剧《夜色暗湧時》。
2022年，特別主演《少年歌行》播出，飾演無心一角，劇中的光頭造型引起不少討論 。同年12月，主演的《秋蟬》播出。 
2023年，特別主演古裝商戰劇《長風渡》，飾演洛子商一角。 同年，參演的年代諜戰劇《畫眉》播出，飾演科學家計丹陽。 
2024年，領銜主演的古裝探案劇《花間令》播出，同年5月6日，主演的電視劇《生活在別處的我》播出。同年10月14日，領銜主演的電視劇《春花焰》播出，飾演大炎三皇子慕容璟和，劇中形象令人印象深刻。
2025年，領銜主演古裝仙俠劇《念無雙》，飾演有狐族大寂司源仲。同年4月，主演的古裝玄幻仙俠劇《落花時節又逢君》播出。同年6月25日，古裝電視劇《桃花映江山》播出，飾演祈國左相沈在野。

## 影视作品

### 电视剧／網路剧
| 首播年份 | 名称                 | 角色          | 備註                     |
| -------- | -------------------- | ------------- | ------------------------ |
| 2006年   | 青春偶然事件之尋親記 | 小勇          | 央視兒少頻道《神奇之窗》 |
| 2014年   | 初恋女友俱乐部       | 方浩          | 网络剧                   |
| 2015年   | 大玉儿传奇           | 额哲          |                          |
| 2016年   | 我们的纯真年代       | 涂强          |                          |
| 2016年   | 青云志               | 萧逸才        |                          |
| 2016年   | 青云志2              | 萧逸才        |                          |
| 2017年   | 龙珠传奇             | 吴应麒        |                          |
| 2018年   | 天乩之白蛇传说       | 斩荒、天帝    |                          |
| 2019年   | 怒海潜沙&秦岭神树    | 解雨臣        | 网络剧                   |
| 2020年   | 秋蝉                 | 林小庄        |                          |
| 2020年   | 琉璃                 | 昊辰/柏麟帝君 |                          |
| 2021年   | 清落                 | 夜修独        | 网络剧                   |
| 2021年   | 千古玦尘             | 天启/净渊     | 網絡劇                   |
| 2021年   | 云顶天宫             | 解雨臣        | 网络剧                   |
| 2021年   | 天目危机             | 青年李秀夫    | 网络剧                   |
| 2021年   | 夜色暗湧时           | 莫灵泽        |                          |
| 2022年   | 少年歌行             | 無心          | 网络剧                   |
| 2023年   | 长风渡               | 洛子商/江知仁 |                          |
| 2023年   | 画眉                 | 計丹陽        |                          |
| 2024年   | 花间令               | 潘樾          | 网络剧                   |
| 2024年   | 生活在别处的我       | 郁見          | 网络剧                   |
| 2024年   | 春花焰               | 慕容璟和      | 网络剧                   |
| 2025年   | 念无双               | 源仲          | 网络剧                   |
| 2025年   | 落花时节又逢君       | 锦绣/段斐     | 网络剧，2021年拍攝       |
| 2025年   | 桃花映江山           | 沈在野        | 网络剧                   |
| 待播     | 上官婉儿             | 武三思        | 2013年拍攝               |
| 待播     | 封神之天启           | 殷郊          |                          |
| 待播     | 踏雪寻踪             | 簡明          | 网络剧                   |
| 待播     | 兰香如故             | 林錦岐        |                          |

### 电影
| 上映年份 | 名称                      | 角色   |
| -------- | ------------------------- | ------ |
| 2011年   | 蝴蝶魔咒                  | 江天   |
| 2011年   | 女人莲心                  | 龙振邦 |
| 2016年   | 冰美人                    | 张梦生 |
| 2019年   | 天乩之天帝传说 (網絡電影) | 天帝   |
| 2022年   | 秋蝉 (網絡電影)           | 林小莊 |